# Grote Prijs van Algiers 2025
De negentiende editie van de wielerwedstrijd Grote Prijs van Algiers vond plaats op 22 februari 2025. De 78 deelnemers moesten twintig rondjes van vier kilometer in de straten Sidi Abdellah afleggen, voor een totaal van tachtig kilometer. De wedstrijd maakte deel uit van de UCI Africa Tour, met de categorie 1.2. De Algerijn Yacine Hamza won, voor de Kazach Jevgeni Giditsj en de eveneens Algerijnse Youcef Reguigui.

## Uitslag
| Plaats  | Naam                   | Ploeg                      | Tijd     |
| ------- | ---------------------- | -------------------------- | -------- |
| Winnaar | Yacine Hamza           | Madar                      | 1u42'12" |
| 2       | Jevgeni Giditsj        | China Glory-Mentech        | z.t.     |
| 3       | Youcef Reguigui        | Madar                      | z.t.     |
| 4       | Stefan Verhoeff        | Universe                   | z.t.     |
| 5       | Milkias Maekele        | Eritrea                    | z.t.     |
| 6       | Stan Dens              | Cycling Vlaanderen         | z.t.     |
| 7       | Luca Martignago        | Technipes #inEmiliaRomagna | z.t.     |
| 8       | Mohamed Nadjib Assal   | Mouloudia Club d'Alger     | z.t.     |
| 9       | Jonas Müller           | CLN                        | z.t.     |
| 10      | Danyom Fitsumbrhan     | Eritrea                    | z.t.     |
| 11      | Toni Franz             | Storck-Metropol            | z.t.     |
| 12      | Akram Belabesi         | Majd El Guerera            | z.t.     |
| 13      | Fares Eddine Lakhal    | Algerije                   | z.t.     |
| 14      | Aziz Dellai            | Tunesië                    | z.t.     |
| 15      | Adam Bronakowski       | Technipes #inEmiliaRomagna | z.t.     |
| 16      | Mohamed Achraf Amellal | IRB El Kantara             | z.t.     |
| 17      | Thomas Bolognesi       | Technipes #inEmiliaRomagna | z.t.     |
| 18      | Zaki Boudar            | Mouloudia Club d'Alger     | z.t.     |
| 19      | Abderrahmane Mansouri  | Mouloudia Club d'Alger     | z.t.     |
| 20      | Abdennour Sahraoui     | IRB El Kantara             | z.t.     |